# Karl Albrecht (Pädagoge)
Karl Albrecht (* 21. Mai 1891 in Schrozberg; † 1955) war ein deutscher Erziehungswissenschaftler, der im Raum Hamburg tätig war.

## Leben
Albrecht promovierte 1925 bei Gustaf Deuchler. Die Dissertation verband Methoden der empirischen Psychologie mit dem Mathematikunterricht in Volksschulen und wurde als „exakte und fleißige, scharf geschliffene Arbeit“ gewertet. 1926 war Albrecht Wissenschaftlicher Assistent, von 1927 bis 1937 Wissenschaftlicher Rat am Seminar für Erziehungswissenschaft Hamburg dann Dozent und ab 1939 Professor an der Hamburger Hansischen Hochschule für Lehrerbildung. Am 31. Mai 1937 beantragte er die Aufnahme in die NSDAP und wurde rückwirkend zum 1. Mai desselben Jahres aufgenommen (Mitgliedsnummer 4.486.846). Albrecht gab mehrere Rechenbücher für Volksschüler heraus. Im November 1933 unterzeichnete er das Bekenntnis der deutschen Professoren zu Adolf Hitler. Er leitete einen Mathematik-Arbeitskreis des NS-Lehrerbunds im Gau Hamburg. Ab 1942 leitete er als Professor und Oberstudiendirektor die 1941 neu errichtete Lehrerbildungsanstalt I zur Ausbildung von Volksschullehrern in der Armgartstraße, nach deren Zerstörung 1943 in der ehemaligen Oberschule am Stadtpark.
Am 10. August 1945 reichte Albrecht einen Bericht über die Tätigkeit der Lehrerbildungsanstalt während der NS-Zeit ein, in dem er darstellte, dass die NSDAP in seinem Institut keinen Einfluss gehabt habe. Am 24. August 1945 schloss die britische Militärverwaltung die drei Lehrerbildungsanstalten in Hamburg.
Ausgehend von seinen Untersuchungen zum Rechnen in den 1920er Jahren wirkte er über seine Zusammenarbeit mit dem einflussreichen bayrischen Lehrerbildner und Autor im Klinkhardt-Verlag Franz Huber für die Volksschulpädagogik bis in die 1960er Jahre. Anders als andere Leiter der Hamburger Lehrerbildungsanstalten, wie Heinrich Geffert, übernahm Albrecht nach 1945 keine Lehrfunktion mehr.

## Schriften
- Struktur und Entwicklung des sachrechnerischen Bewusstseins auf Grund spontan gebildeter Aufgaben grosstädtischer Volksschüler: Beiträge zur Psychologie d. Bildungsvorgangs im Jugendalter, Friedrich Mann’s pädagogisches Magazin 1064, Langensalza 1926 (Buchausgabe der Diss.)
- Wege im Rechenunterricht der Volksschule Im Auftr. d. Württ. Lehrerunterstützungsvereins bearb., 326 S., Bonz & Comp, Stuttgart 1931. Rezension: R. Karselt: Die Deutsche Schule, Jg. 1931.
- Mein Rechenbuch [In 8 Heften]. Im Auftr. d. württ. evang. Lehrer-Unterstützungsvereins hrsg. / Karl Albrecht. Mit [eingedr.] Bildern von Paul Breuninger, Klett, Stuttgart 1930–33
- Fragen des Rechenunterrichts in der Gegenwart. In: Hamburger Lehrerzeitung, Jg. 13, 1934, Heft 14/15, S. 197–205
- Mein Rechenbuch Im Auftr. d. NS.-Erzieherhilfe / bearb. v. Karl Albrecht [u. a.]. Mit Bildern v. Hermann Maier, Klett, Stuttgart 1935
- Rechenbuch für Volksschulen. Im Auftr. d. Württ. Lehrer-Unterstützungsvereins bearb. von Karl Albrecht unter Mitarb. württ. Schulmänner, Klett, Stuttgart 1933
- Hamburger Rechenbuch für Volksschulen. Hrsg. vom Nat.-soz. Lehrerbund, Gau Hamburg. Neubearb. d. Hamburger Schulrechenbuches. [Entstand im Arbeitskreis f. Rechnen d. NSLB., Gau Hamburg unter Führg. von K. Albrecht], 1935–1936
- Rechnen und Raumlehre für Mittelschulen, Velhagen & Klasing, u. a., Bielefeld (mehrteiliges Werk), 1940-1943. Die einzelnen Bände unterschieden sich nach: Klassenstufe(1-6), Für Jungen / Für Mädchen, und Hauptschule/Mittelschule.
- Hamburger Rechenbuch für Volksschulen [Entstand unter Führg. von K. Albrecht]. Hrsg. vom Nat. Soz. Lehrerbund, Gau Hamburg, 1940–1943
- Volksschullehrerbildung. In: Hans Schemm (Hrsg.): Deutsches Bildungswesen. Zeitschrift des NSLB im ganzen Reichsgebiet, 1935, Heft 6, S. 346–364, Heft 7, S. 405–424, Heft 8–9, S. 474–503 Deutsches Bildungswesen
- Flurbereinigung im mathematischen Unterricht der Volksschule. In: Die deutsche Schule. Klinkhardt, Leipzig 1938, Jg. 42, Heft 10, S. 365–373, urn:nbn:de:0111-bbf-spo-2417622
- Friedrich Driesen. In: Die deutsche Schule. Klinkhardt, Leipzig 1939 Jg. 43, Heft 3, S. 82–89; urn:nbn:de:0111-bbf-spo-2421486
- Franz Huber u. Josef Prestel (Hrsg.) unter Mitarbeit von Karl Albrecht: Unterrichtsführung und Unterrichtsgestaltung in den Volksschulfächern. 2. Auflage. Klinkhardt,  Leipzig 1943; 3. neubearb. Auflage: Bad Heilbrunn 1950; 6. Auflage 1958
- Störenfriede einer großstädtischen Volksschulklasse von 14jährigen Jungen, Sonderdruck der Zts. für Medizinische Psychologie, Göttingen 1952
- Probleme, Ergebnisse und Formen deutscher Lehrerbildung: Eine zusammenschauende Betrachtung, In Lebendige Schule. Monatsschrift für Unterricht, Atlantik Verlag, List, Frankfurt/M. 1954, Heft 1: S. 8–20 und Heft 2: S. 71–88
- Probleme, Ergebnisse und Formen deutscher Lehrerbildung, 50 S., Beiheft der Zeitschrift Lebendige Schule. Monatsschrift für Unterricht, Atlantik Verlag, List, Frankfurt/M. 1954